# Patricia Rhomberg
Patricia Rhomberg (Vienna, 15 settembre 1953) è un'ex attrice pornografica austriaca, comparsa in un numero limitato di film per adulti negli anni settanta.

## Biografia
Lavorava come assistente medico quando incontrò il regista tedesco Hans Billian, e iniziò una relazione sentimentale con lui. Nel 1975 recitò nel primo lungometraggio integrale hardcore tedesco Bienenstich im Liebesnest (la versione soft nominata Im Gasthaus zum scharfen Hirschen, anche conosciuta come Zimmermädchen machen es gerne) diretto da Billian, in cui interpretava Graziella Schill, una donna che inseguiva l'anziano marito che la ingannava. In questo film non interpreta ruoli hardcore: il suo atto sessuale più esplicito fu fare un breve footjob ad un uomo.
Nel 1976 Billian le diede il ruolo della protagonista in Josefine Mutzenbacher... wie sie wirklich war? (Sensational Janine), il film che le regalò la grande fama in Germania. Il film tratta dell'infanzia di Josefine Mutzenbacher fino al momento in cui diventa una prostituta professionista. In questa pellicola, la Rhomberg ha rapporti sessuali completi con dieci uomini (otto nella più breve versione del DVD tedesco), compreso Frithjof Klausen che interpreta il suo patrigno, tranne due sui quali effettua soltanto fellatio e/o masturbazione. L'età di Josefine è di 14 anni nel romanzo, ma nessuna età è accennata nella sceneggiatura del film.
In 1977 ha recitato in Kasimir der Kuckuckskleber. Il suo ruolo era quello di Larissa Holm, una disinibita giovane donna che è d'accordo con Kasimir Zwickelhuber (interpretato da Sepp Gneißl) a prostituirsi per i suoi debiti.
In questo periodo, inoltre, recitò in numerosi hardcore loops diretti da Billian. Le sue scene nei loops quale Venus in Seide e Schwarzer Orgasmus erano fra i primi esempi di pornografia interrazziale sulla scena pornografica tedesca.
Inoltre lavorò come fluffer per le pellicole di Billian. Fece una breve apparizione in una scena non sessuale nella pellicola Heiße Löcher, geile Stecher, apparentemente girato prima di Josefine Mutzenbacher... wie sie wirklich war? o persino prima di Bienenstich im Liebesnest, ma uscito molto più tardi.
Nel 1978 ruppe con Billian e ritornò alla sua professione originale. Successivamente si è stabilita in Svizzera.

## Filmografia
1. cortometraggi, loops girati intorno al 1975:
  1. Die Bühne
  2. Hexy l'amour
  3. Im Brummi bumst's sich besser
  4. Sanitätsgefreiter Neumann .... Schwester Werina
  5. Schwarzer Orgasmus .... Ricarda
  6. Venus in Seide
  7. Wie rettet man eine Ehe?
  8. Die Wirtin von der Lahn
2. 1975 - Zimmermädchen machen es gern .... Graziella Schill... alias Bienenstich im Liebesnest (in Germania), Im Gasthaus zum scharfen Hirschen (...), Le porno cameriere (in Italia) e Tiroler chalet vol liefdespret (nei Paesi Bassi)
3. 1976 - Josefine Mutzenbacher - Wie sie wirklich war: 1. Teil .... Josefine Mutzenbacher ... alias Sensational Janine (in USA)
4. 1977 - Kasimir der Kuckuckskleber .... Larissa Holm
5. 1979 - Heiße Löcher, geile Stecher .... Frau bei Telefonzelle... alias Les pucelles en Chaleur (in Francia) (solo breve apparizione, niente sesso)